# Mikko Sumusalo
Mikko Sumusalo (Porvoo, 12 maart 1990) is een Fins voetballer die doorgaans speelt als linksback. In januari 2024 verruilde hij IFK Mariehamn voor KTP Kotka. Sumusalo maakte in 2012 zijn debuut in het Fins voetbalelftal.

## Clubcarrière
Na een paar jaar gespeeld te hebben voor het nabijgelegen FC Futura, verkaste de destijds negenjarige verdediger naar HJK Helsinki, om daar in de jeugdopleiding te gaan voetballen. Op 25 mei 2009 debuteerde de linksback Sumusalo in een duel tegen FC Lahti. Sinds dat duel was de Fin een vaste waarde in de defensie van HJK en speelde hij meer dan zeventig duels voor de topclub. Daarnaast was hij ook actief in voorrondeduels voor de Europa League en Champions League. In 2014 maakte Sumusalo de overstap naar RB Leipzig, op dat moment nog actief in de Duitse 3. Liga. Gedurende het seizoen 2014/15 leende Leipzig hem uit aan Hansa Rostock, eveneens actief in de 3. Liga.
In de zomer van 2016 stapte Sumusalo transfervrij over naar Rot-Weiß Erfurt, waar hij zijn handtekening zette onder een verbintenis voor de duur van één seizoen. Na een jaar verliet hij Erfurt weer. In januari 2018 vond hij in Chemnitzer FC een nieuwe werkgever. Na een halfjaar verliet hij de club weer. Hierop keerde Sumusalo terug bij HJK Helsinki, voor een half seizoen. Daarna tekende hij voor één jaar bij FC Honka. Een jaar later werd IFK Mariehamn zijn nieuwe club, waarna Sumusalo in januari 2024 tekende bij KTP Kotka.

## Interlandcarrière
Zijn debuut in het Fins voetbalelftal maakte Sumusalo op 22 januari 2012, toen er met 2–3 gewonnen werd van Trinidad en Tobago. Van bondscoach Mixu Paatelainen mocht de verdediger negentig minuten lang meespelen. Andere debutanten in dat duel waren Ilari Äijälä (FC Honka), Joni Kauko (FC Inter Turku), Akseli Pelvas (HJK Helsinki) en Toni Kolehmainen (TPS Turku).
| Interlands van Mikko Sumusalo voor Finland | Interlands van Mikko Sumusalo voor Finland | Interlands van Mikko Sumusalo voor Finland | Interlands van Mikko Sumusalo voor Finland | Interlands van Mikko Sumusalo voor Finland | Interlands van Mikko Sumusalo voor Finland | Interlands van Mikko Sumusalo voor Finland |
| №                                          | Datum                                      | Wedstrijd                                  | Uitslag                                    | Competitie                                 | Goals                                      |                                            |
| Als speler bij HJK Helsinki                | Als speler bij HJK Helsinki                | Als speler bij HJK Helsinki                | Als speler bij HJK Helsinki                | Als speler bij HJK Helsinki                | Als speler bij HJK Helsinki                | Als speler bij HJK Helsinki                |
| ------------------------------------------ | ------------------------------------------ | ------------------------------------------ | ------------------------------------------ | ------------------------------------------ | ------------------------------------------ | ------------------------------------------ |
| 1                                          | 22 januari 2012                            | Trinidad en Tobago – Finland               | 2 – 3                                      | Vriendschappelijk                          |                                            |                                            |
| 2                                          | 23 januari 2013                            | Thailand – Finland                         | 1 – 3                                      | Vriendschappelijk                          | 5'                                         |                                            |
| 3                                          | 26 januari 2013                            | Finland – Zweden                           | 0 – 3                                      | Vriendschappelijk                          |                                            |                                            |
| Als speler bij Hansa Rostock               |                                            |                                            |                                            |                                            |                                            |                                            |
| 4                                          | 9 juni 2015                                | Finland – Estland                          | 0 – 2                                      | Vriendschappelijk                          |                                            |                                            |
| Als speler bij Rot-Weiß Erfurt             |                                            |                                            |                                            |                                            |                                            |                                            |
| 5                                          | 9 januari 2017                             | Marokko – Finland                          | 0 – 1                                      | Vriendschappelijk                          |                                            |                                            |
| 6                                          | 13 januari 2017                            | Slovenië – Finland                         | 2 – 0                                      | Vriendschappelijk                          |                                            |                                            |

Bijgewerkt op 13 november 2024.

## Erelijst
| Veikkausliiga | 5 | 2010, 2011, 2012, 2013, 2018 |
| Suomen Cup    | 1 | 2011                         |